# كورين كونلي
كورين كونلي (بالإنجليزية: Corinne Conley)‏ هي ممثلة أمريكية، ولدت في 23 مايو 1929 في رادفورد في الولايات المتحدة.

## أعمال

### أفلام
- (2018) معروف بسيط

## وصلات خارجية
- كورين كونلي على موقع IMDb (الإنجليزية)
- كورين كونلي على موقع ألو سيني (الفرنسية)
- كورين كونلي على موقع أول موفي (الإنجليزية)
- كورين كونلي على موقع قاعدة بيانات الفيلم (الإنجليزية)
- كورين كونلي على موقع كينوبويسك (الروسية)